# Vattenfälla
Vattenfälla (Aldrovanda vesiculosa) är en art i familjen sileshårsväxter och den enda arten i släktet  Aldrovanda.
Den är en köttätande vattenväxt med fällor som slår igen. Det finns endast en art Aldrovandra vesiculosa L. och den tillhör familjen Droseraceae (sileshårsväxterna). Artens utbredningsområde omfattar Centraleuropa via Asien till norra Australien.
Blommorna är byggda som hos övriga till familjen hörande arter. När små vattendjur vidrör de på bladen sittande håren, faller bladhalvorna snabbt ihop. Med hjälp av tandliknande utskott bildar bladen ett slutet rum, inom vilket djuret hålls instängt och småningom omsättes. Efter att växten tillgodogjort sig den näring, som finns i det fångade djuret, öppnar bladet sig på nytt.
IUCN listar arten som starkt hotad (endangered).